# Webtoon
Webtoon（韓語：웹툰）又称条漫，是一種始創於韓國的新概念網路漫畫，由「Web（網絡）」及「Cartoon（漫畫、卡通）」組成，只需向上下滑動就能閱讀，不需翻頁，是一種專為電腦及行動裝置而設的漫畫。
Daum於2003年創立Daum Webtoon平台，隨後NAVER也於2004年創立Naver Webtoon平台。截至2014年7月，Daum已發佈434部Webtoon，而NAVER已發佈520部Webtoon及推出LINE Webtoon。Daum Webtoon及NAVER Webtoon均按照既定的時間表持續地發佈，讓讀者每天都能免費閱讀最新及各式各樣的Webtoon。
其中一些最受歡迎的Webtoon女神降臨、遊俠、看臉時代、神之塔、大貴族、狂野少女、高校之神、橘皮馬末蘭果醬、我獨自升級、觸不可及及蛋男情緣等等。

## 歷史

### 第零代

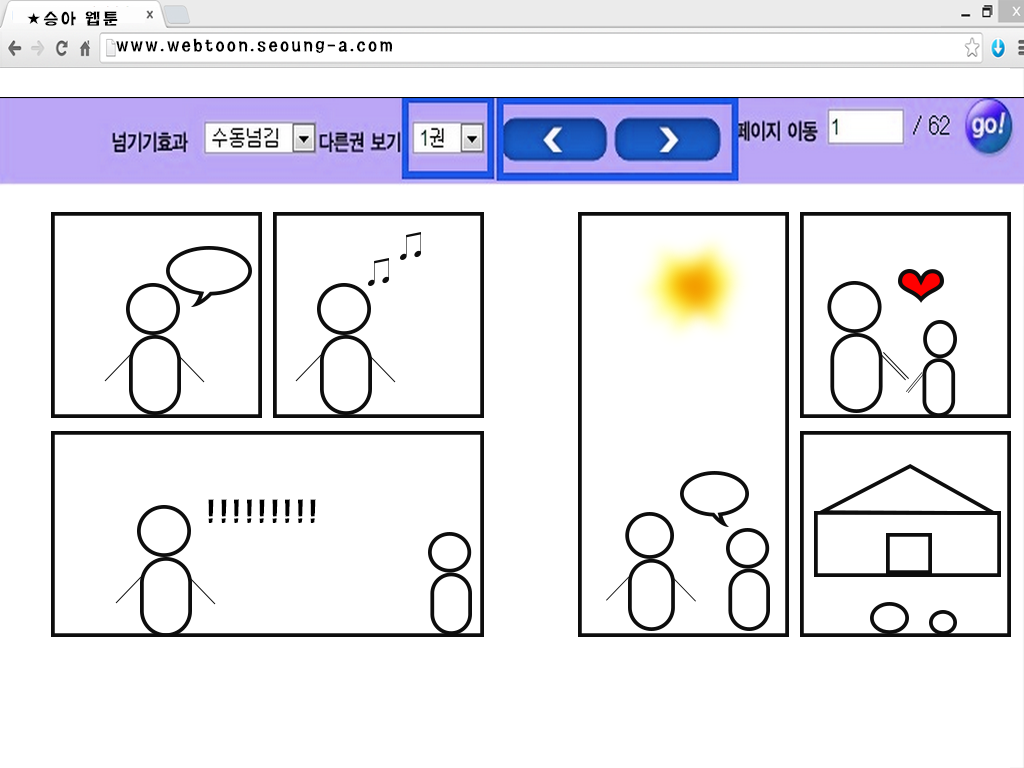
第零代Webtoon的例子，以按鈕翻頁。

第零代Webtoon為掃瞄並上傳至互联网的普通漫畫，通常為橫向格式。

### 第一代
第一代Webtoon為插入了Flash效果的第零代Webtoon。Flash動畫效果主要用作增添緊張感，也有一些Webtoon應用放大及縮小功能，通常用作代表時間的流逝。

### 第二代

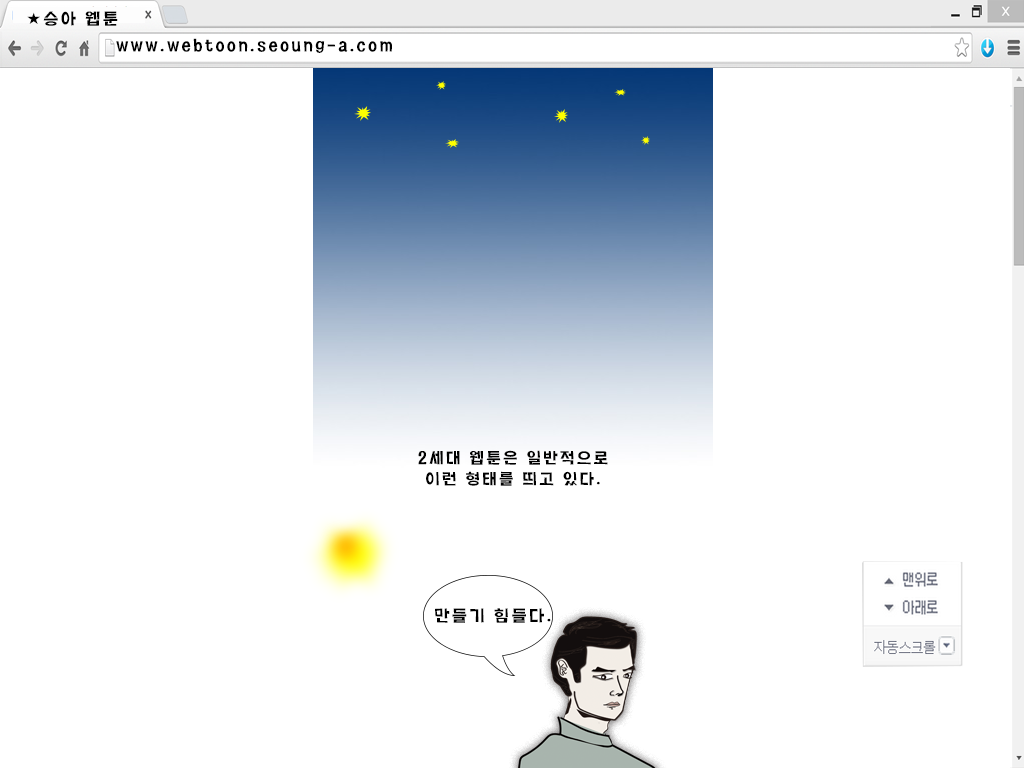
第二代Webtoon的例子。

第二代Webtoon採用了縱向格式。由於捲軸直式下拉能自然地顯示時間的流逝，這能強化電影表達方式，漸變效果也變得更加常用。基於這些技術的發展，以及改善預載速度，閱讀的過程變得更快及更流暢。這能更精準地把作者的想法傳達給讀者，這引起了2000年代各種受歡迎Webtoon的創作。

### 第三代
第三代Webtoon的設計顧及到電子世代的來臨，包括智能手机、平板電腦、无线网络及電子書的出現，因此第三代Webtoon不時會結合動畫、音效及各種特效。

## 市場
出版業是目前漫畫零售的主要手段。隨著電子漫畫的出現，在網上發佈漫畫內容，同時印刷成實體書並出版近來日益受到重視。
分發漫畫內容的另一種方法為於各種媒體中應用，例如電視劇、電視動畫、廣告及視頻等。
一源多用（One-Source Multi-Use，簡稱OSMU；另見跨媒體製作）是一個營銷方法，其定義為讓使用者們「經由他們擁有的智能設備，自由分享及分發單個內容」。Webtoon不時用作OSMU的媒介。
OSMU的例子：
| 文化產業 | 例子 |
| -------- | --- |
| 電影     | 純情漫畫（姜草）、公寓（姜草）、愛你（姜草）、傻瓜（姜草）、跟踪（고영훈）、青苔：死亡異域（尹胎鎬）、與神同在（朱浩民）、偉大的隱藏者（HUN）、鄰居（姜草）、時尚王（Kian84）、殺手小飯館（Han） |
| 電視劇   | 瑪莉外宿中（元秀蓮）、最後的牛仔（Jepigaru）、便宜千里馬市場（金圭森）、捕鼠器裏的奶酪（純kki）、未生（尹胎鎬）、橘皮馬末蘭果醬（鄭昔佑）                                                        |
| 遊戲     | 仙境传说（李命進）、Berkanix（Choirock games） |
| 動畫     | 哇啦！便利商店（池康珉）、美穗的故事（혜진양）、便宜千里馬市場（金圭森）、別放精神線（辛泰勳、羅承暈）                                                                                           |
| 音樂劇   | 了不起的蓋茨比（姜到何）、傻瓜（姜草）、純情漫畫（姜草） |
| 角色產品 | 馬布海膽君（鄭喆然）、哇啦！便利商店（池康珉）、襪子妖精（만물상）、昨天、今天和明天（白豆腐）                                                                                                   |

韩国著名搜索引擎NAVER於2004年推出LINE Webtoon服務，現時擁有韓國最大的Webtoon市場。根據NAVER官方統計，韓國每天有620萬人使用LINE Webtoon服務，振興了韓國漫畫業。這已成為一個新的文化現象，不少NAVER Webtoon都被改編成電影、電視劇及推出文具等各種商品。2014年前，Webtoon只有韓文版本，少量Webtoon被愛好者翻譯成中文及英文，但由於並非官方翻譯，翻譯質素良莠不齊。由於Webtoon在海外也開始有名氣，2014年7月，NAVER挑選了42部熱門Webtoon（其中包括大貴族、高校之神及神之塔），由其附屬公司LINE翻譯成中文及英文，並於LINE Webtoon網站發佈，讓世界各地的人都能享受閱讀Webtoon的樂趣，並令Webtoon打入國際市場。由於LINE Webtoon服務的市場拓展至全球，令各國都出現訂閱者，Webtoon已成為韓流的其中一環。

## 呈現方式

### 面板佈局
由於顯示的範圍有限，Webtoon並不符合電腦屏幕的大小。Webtoon並無分頁，而是在可拉動的垂直佈局中展示內容，就如典型的網站。畫格的大小及配置各式各樣，能從中體現作家的個性。也可以用不同的分鏡及間距，令讀者有不同的閱讀體驗。

### 重複及連續畫格
跟一頁內有大量畫格、面板佈局密集的漫畫相反，Webtoon需要拉動才能看到新畫格。這令Webtoon適合漸進和連續的展示。

### 討論及反饋
不少傳統漫畫只是作者向讀者敍事的單方向溝通，但Webtoon有別於傳統漫畫，大部分Webtoon平台均有提供讓讀者發表評論的功能，這樣作家就能從讀者得到反饋及意見，讀者之間也能交換意見，便於多方向溝通。

## 平台

### 海外
- LINE Webtoon（世界）（有繁體中文頁面）
- Comico（日本、兩岸四地）（有繁體中文頁面）
- Lalatoon（世界）（有繁體中文頁面）
- ToryComics（世界）（網頁無繁體中文頁面，但APP支援中文頁面）
- Blacktoon官方平台（世界）（网页无繁体中文页面，但APP支持中文页面）

### 韓國
以下表格列出了韓國的Webtoon平台：
| 服務名稱       | 網址 | 經營實體             | 是否中文頁面     |
| -------------- | --- | -------------------- | ---------------- |
| RIDI WEBTOON   | https://ridibooks.com/webtoon/recommendation （页面存档备份，存于）                                               |                      | 否               |
| Naver webtoon  | https://comic.naver.com/index （页面存档备份，存于） （页面存档备份，存于）                                       | NAVER                | 否               |
| Kakao Webtoon  | https://webtoon.kakao.com/?tab=recommend （页面存档备份，存于） （页面存档备份，存于）                            | Kakao Corp.          | 另設繁體中文網站 |
| Lezhin Comics  | https://www.lezhin.com/ko （页面存档备份，存于）                                                                  | Lezhin Entertainment | 否               |
| Kakao page     | https://page.kakao.com/main （页面存档备份，存于）                                                                |                      | 否               |
| Toomics        | https://www.toomics.com/ （页面存档备份，存于）                                                                   | Toomics              | 是               |
| 만화경         | https://www.manhwakyung.com/main （页面存档备份，存于）                                                           |                      | 否               |
| foxtoon        | http://www.foxtoon.com/ （页面存档备份，存于）                                                                    |                      | 否               |
| Nate Webtoon   | https://toonnbook.nate.com/ （页面存档备份，存于）                                                                | SK Planet            | 否               |
| Toptoon        | http://www.toptoon.com/ （页面存档备份，存于）                                                                    | TOPCO                | 另設繁體中文網站 |
| Ktoon          | https://www.myktoon.com/web/homescreen/main.kt?loginYn=N&adultViewYn=false （页面存档备份，存于）                 | kt                   | 否               |
| COMICA         | https://www.comica.com/ （页面存档备份，存于）                                                                    |                      | 否               |
| Bomtoon        | https://bomtoon.com/ （页面存档备份，存于）                                                                       | Kidari Studios       | 另設繁體中文網站 |
| Tstore Webtoon | https://m.onestore.co.kr/mobilepoc/webtoon/weekdayList.omp;jsessionid=4A4BC2D17EAE7A6216869AA50BDB9596.mobileOs11 | SK Planet            | 否               |
| mrblue         | https://www.mrblue.com/ （页面存档备份，存于）                                                                    | Mr.Blue Corporation  | 否               |
| Justoon        | https://www.comico.kr// （页面存档备份，存于）                                                                    | 엔에이치엔 주식회사  | 否               |

如果你想看到一個組織好的、包含各個Webtoon資料的網站，請查看以下連結。
| 服務名稱       | 網址                                              | 經營實體           |
| -------------- | ------------------------------------------------- | ------------------ |
| 電子漫畫奎章閣 | http://www.komacon.kr/dmk/ （页面存档备份，存于） | 한국만화영상진흥원 |

### 中國大陸
| 服務名稱     | 網址                                                 | 經營實體 |
| ------------ | ---------------------------------------------------- | -------- |
| 微博动漫     | http://manhua.weibo.com/ （页面存档备份，存于）      | 新浪微博 |
| 腾讯动漫     | https://ac.qq.com/ （页面存档备份，存于）            | 腾讯微博 |
| 哔哩哔哩漫画 | https://manga.bilibili.com/ （页面存档备份，存于）   | 哔哩哔哩 |
| 咚漫漫画     | https://www.dongmanmanhua.cn/ （页面存档备份，存于） | Naver    |

## 影響
韓國的傳統紙本漫畫業發展得不太好，一般讀者很難接觸到紙本漫畫，而且取材也不為大眾所接受。但自從推出Webtoon服務後，普通人也很容易從螢幕接觸到Webtoon，令閱讀Webtoon變成不少韓國人的習慣，不少受歡迎Webtoon被改編成電視劇、電影、遊戲、動畫等，並翻譯成不同語言，令世界各地的人都能享受Webtoon，甚至連日本也仿傚韓國推出Webtoon，改變整個漫畫界的發展。